# Trattato di Picquigny
Il trattato di Picquigny è un trattato di pace firmato il 29 agosto 1475 tra il re di Francia Luigi XI e il re d'Inghilterra Edoardo IV a Picquigny, in Piccardia (oggi situato nel dipartimento della Somme ). Esso metteva definitivamente fine alla guerra dei cent'anni anche se di fatto le ostilità principali si erano concluse nel 1453 dopo la battaglia di Castillon.

## Contesto
Dopo la battaglia di Castillon (17 luglio 1453), la guerra dei cent'anni era entrata in un periodo di relativa calma. Il Regno d'Inghilterra fu scosso da una guerra civile tra i casati di Lancaster e York (conflitto chiamato guerra delle due rose) mentre in Francia il re Luigi XI fu impegnato a contenere le ambizioni territoriali del duca di Borgogna, Carlo il Temerario.
Un trattato di pace era stato firmato tra Francia e Borgogna nel 1435, ma era stato rotto dal desiderio di Luigi XI di limitare l'indipendenza dei suoi più potenti vassalli (in particolare Carlo il Temerario, spinto dal desiderio di incorporare la Piccardia nel proprio territorio).
Il re d'Inghilterra Edoardo IV vide nel conflitto franco-borgognone un'opportunità per riconquistare i domini continentali perduti dai suoi predecessori. Infatti il 25 Luglio 1474, il re firmò un'alleanza con Carlo il Temerario, promettendogli di sbarcare a Calais con un esercito, cosa che fece il 6 luglio 1475.

## Primi colloqui
Nella fretta di combattere, Edoardo IV vide però la situazione peggiorare. L'esercito inglese iniziò ad esaurire le scorte di cibo e venne a mancare anche l'appoggio dei nobili francesi, appoggio garantito precedentemente dal duca di Borgogna. Peggio ancora, il duca di Borgogna non rispettò le condizioni del loro accordo, che stabilivano di unire le forze, bensì avventurandosi in Lorena e combattendo vicino al Reno.

Abile politico quale era, Luigi XI vide questa come un'opportunità per spezzare l'alleanza anglo-borgognona. Offrì al re d'Inghilterra di riacquistare il suo reimbarco a caro prezzo, facendo esaurire il tesoro del regno e moltiplicando i prestiti. Furioso per essere stato abbandonato dal suo ex alleato e consapevole dell'inferiorità del suo esercito, Edoardo IV accettò di trattare con il re di Francia.

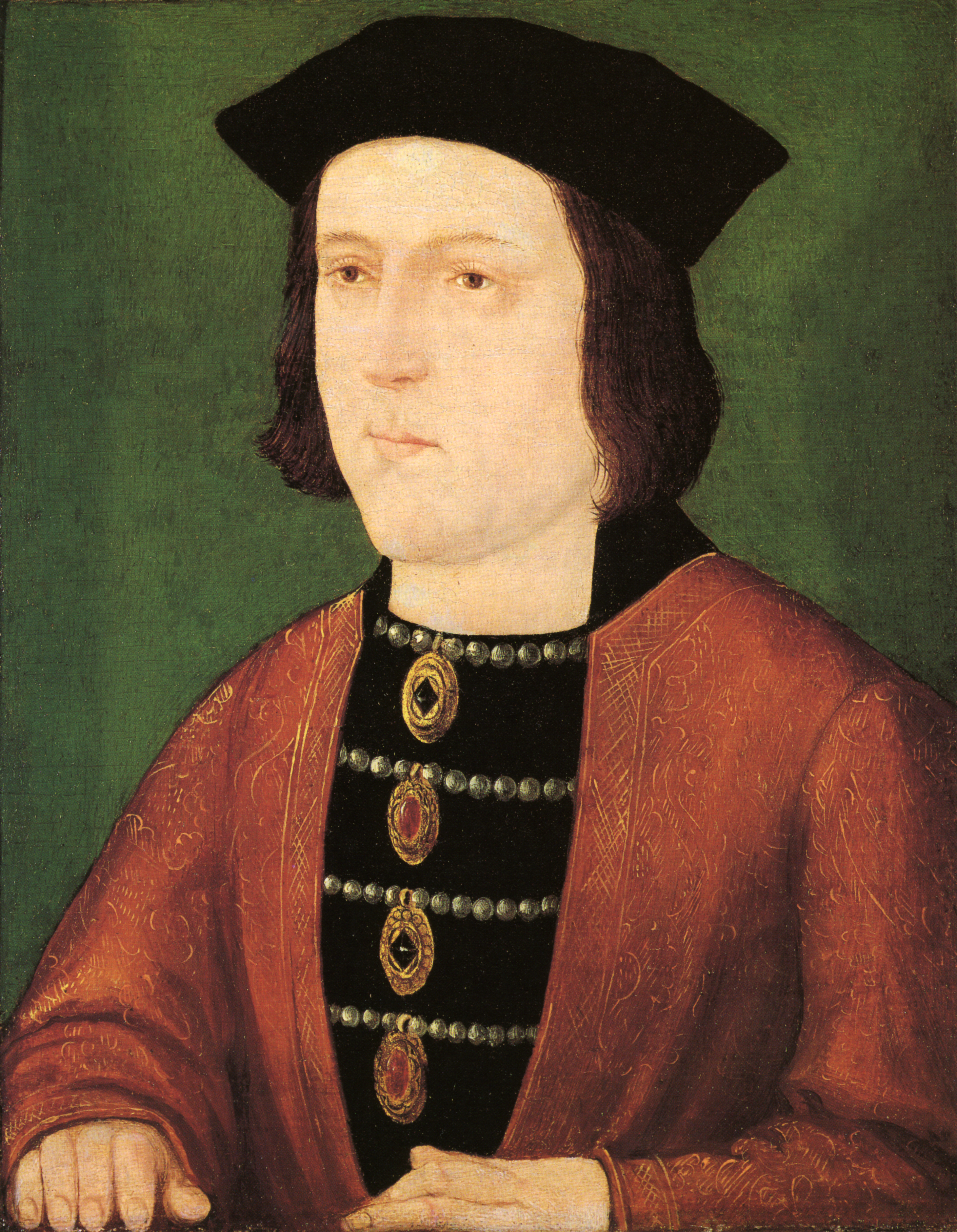
Edoardo IV, re d'Inghilterra.

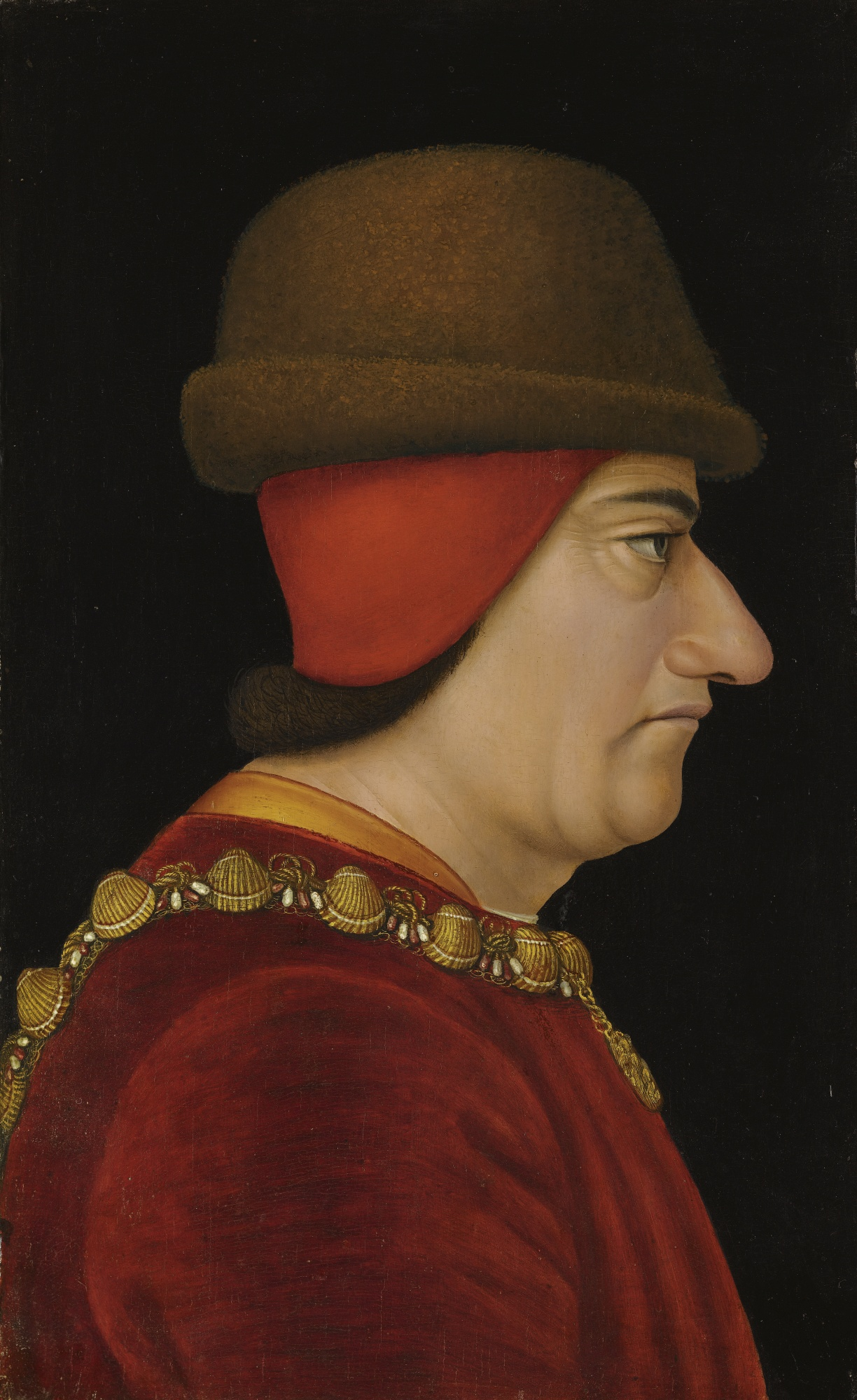
Luigi XI, re di Francia.

## Colloquio
Venne organizzato un incontro tra i due re il 29 agosto 1475 a Picquigny, nei pressi di Amiens, sull'Ile de la Trève, tra le due sponde della Somme.
Per evitare qualsiasi incidente o omicidio, venne costruito un solido traliccio di legno per separare i due re. Nelle sue memorie, Filippo de Commynes scrisse quanto segue: "Una volta scelto il luogo, abbiamo deciso di costruire lì un ponte molto solido […]. Al centro di questo ponte è stato costruito un traliccio di legno come si fa per le gabbie dei leoni."

## Clausole principali
I due sovrani presero i seguenti impegni:
- Luigi XI pagò ad Edoardo IV una somma di 75 000 scudi d'oro ed una pensione annua di 50 000 scudi d'oro (cioè la promessa totale di cinquecentomila scudi)
- Edoardo IV accettò di tornare in Inghilterra con il suo esercito e rinunciò alla sua alleanza con il duca di Borgogna. Riconobbe anche Luigi XI come unico legittimo re di Francia.
- Fu concordato che il Delfino Carlo avrebbe dovuto sposare la figlia maggiore di Edoardo, Elisabetta[3], che però alla fine sposò Enrico VII d'Inghilterra, ponendo fine alla guerra delle due Rose.
- Margherita d'Angiò, imprigionata nella Torre di Londra, fu liberata in cambio di un riscatto di 50 000 scudi[4].

## Conseguenze
Questo trattato soddisfò entrambe le parti, permettendo ad Edoardo IV di concentrarsi sulle sue guerre interne, mentre al re di Francia di affermare la sua autorità sui suoi vassalli, e in primo luogo sul duca di Borgogna, Carlo il Temerario.
In seguito a questo atto, il duca di Borgogna, vedendosi abbandonato dal re d'Inghilterra, concluse con Luigi XI la tregua di Soleuvre, la settima tregua tra la Borgogna e il regno di Francia per quattordici anni. Grazie alle capacità diplomatiche di Luigi XI, l'invasione inglese si concluse senza vittime. I due eserciti banchettarono insieme per un'intera giornata nelle campagne di Picquigny. «Nessun acqua era nuova», scherzava il cronista Filippo de Commynes. Il re assunse addirittura delle ancelle di Parigi, incaricate di soddisfare i soldati inglesi. Gli inglesi ritornarono in patria definitivamente, ed ora possedevano solamente Calais in Francia che mantennero fino al 1558.